# Idzi
Idzi – imię męskie pochodzenia greckiego. Jest spolszczeniem łacińskiego imienia Aegidius, „Egidiusz”, o źródłosłowie greckim. Aigidios był jednym z przydomków Zeusa i nawiązywał do noszenia przez niego tarczy Egidy. 
Imię w Polsce jest imieniem nadawanym rzadko. W styczniu 2024 r. w rejestrze PESEL, wśród publicznie dostępnych danych dotyczących osób żyjących, wykazano 408 mężczyzn o imieniu Idzi nadanym jako imię pierwsze. 
Idzi imieniny obchodzi 10 stycznia, 7 lutego, 23 kwietnia, 14 maja i 1 września.

## Osoby o tym imieniu
- Egidiusz – rzymski wojskowy z V wieku
- Święty Idzi (zm. VII wiek) – święty, opat, wspomnienie 1 września
- Idzi z Asyżu (1262) – święty, wyznawca, wspomnienie 23 kwietnia
- Idzi Maria od św. Józefa (zm. 7 lutego 1812) – święty, zakonnik, wspomnienie 7 lub 8 lutego (w Polsce)
- Idzi Rzymianin – filozof, pedagog
- Idzi z Tuskulum – legat papieski żyjący w XII wieku
- Gil Álvarez de Albornoz – kardynał hiszpański
- Gillis Bildt (1820–1894) – szwedzki polityk i dyplomata, baron
- Gil Eanes – XV-wieczny żeglarz portugalski
- Giles Foden (ur. 1967) – brytyjski pisarz, autor powieści historycznych z akcją osadzoną w Afryce
- Egidijus Meilūnas – litewski dyplomata, od 2004 roku ambasador w Warszawie
- Gilles Deleuze – francuski filozof
- Idzi Matyśkiewicz – polski działacz społeczny, polityk ruchu ludowego
- Idzi Panic – polski historyk, mediewista, profesor Uniwersytetu Śląskiego
- Idzi Radziszewski – duchowny, współzałożyciel KUL
- Berry van Aerle, właśc. Hubertus Aegidius Hermanus van Aerle – holenderski piłkarz.